# Kalevi Vallineva
Kalevi Henrik Vallineva, (Vallenius fram till 1936), född 25 oktober 1924 i Orivesi, död 27 februari 2006, var en finländsk tenorsångare, violinist och Director Cantus. Han var en av medlemmarna i Kipparikvartetten.

## Biografi
Vallinevas studier avbröts i samband med inträdet i armén 1943 och under hösten 1944 började han utbilda sig till militärpolis, vilket föranledde karriär inom helsingforspolisen. Vallineva pensionerades som överkonstapel 1982 och verkade som övervaktmästare vid Sibelius-akademin 1986–1991.
1947 anslöt sig Vallineva till Helsingfors' poliskör och kom vid den att verka i över fyrtio år. Han studerade sång hos Heikki Teittinen 1949–1958 och turnerade i Europa 1950 och 1953. Kallineva blev sedermera medlem i Kipparikvartetten och sjöng i Olavi Virtas ställe. Efter Eero Väres död blev Vallineva kvartettens andre tenorsångare och kom att som så att verka 1972–1983. Vallineva var också medlem i Trubaduurit och närmare trettio andra körer. Han medverkade i TV- och filmuppsättningar. Som solosångare gjorde Vallineva sex skivinspelningar.